# Kurt Pfaffenberg
Kurt Pfaffenberg (* 22. Februar 1888 in Halberstadt; † 25. Juni 1971 in Sulingen) war ein deutscher Lehrer und Palynologe.

## Leben
Pfaffenberg wurde 1888 in Halberstadt geboren, sein Vater war dort Zollassistent. Herangewachsen ist er in Nienburg/Weser, wo er die Volksschule besucht und schon früh in der weiteren Umgebung seinen Heimatraum entdeckt. Nach seiner Ausbildung am Lehrerseminar in Hannover kam er 1909 als Lehrer an die einklassige Schule nach Vorwohlde – heute Sulingen –, die er 41 Jahre nicht verlassen sollte. Er widmete sich heimatkundlichen, moorgeologischen und pollenanalytischen Untersuchungen, besonders der Klärung, des Aufbaus, des Alters und der Entstehungsbedingungen der humosen Ablagerungen in Nordwestdeutschland.
Im Auftrag der Preußischen Geologischen Landesanstalt klärte er in hunderten von Bohrungen und mikroskopischen Untersuchungen in seinem kleinen Labor die Verlandungsvorgänge und das Alter der jüngsten erdgeschichtlichen Ablagerungen in der Umgebung der größten nordwestdeutschen Seen, des Dümmers und des Steinhuder Meers. Mit pollenanalytischen Untersuchungen an nordwestdeutschen Kleinstmooren lieferte er einen Beitrag zur Waldgeschichte des Syker Flottsandgebietes. Er war an der Klärung der Küstensenkung, die für die Erhaltung der Häfen und den Deichschutz der Marschen von entscheidender Bedeutung ist, beteiligt. Er bearbeitete für das Reichsamt für Bodenforschung in Berlin eingehend das Moor des Wurzacher Riedes in Oberschwaben. Sein Herbar mit 1000 Proben aus dem Weserbergland befindet sich in der Bundesforschungsanstalt für Naturschutz und Landschaftsökologie in Bad Godesberg. Die Ergebnisse seiner wissenschaftlichen Arbeiten sind in 25 größeren Veröffentlichungen niedergelegt.
Kurt Pfaffenberg war von 1946 bis 1950 der erste Lehrer des Physikers und Künstlers Otto Lührs.

## Veröffentlichungen
- Die Geologie und Moorflora des Heiligen Berges bei Vilsen (1926), Heimatblatt für die Grafschaften Hoya, Diepholz und Wölpe, Nr. 35
- Der Pastorendiek bei Sudwalde (1926)
- Das Geestmoor bei Blockwinkel (1930)
- Das Interglazial von Tidofeld (Jeverland in Oldenburg) (1934)
- Stratigraphische und pollenanalytische Untersuchungen in einigen Mooren nördlich des Wiehengebirges (1934)
- Pollenanalytische Altersbestimmung einiger Bohlenwege am Diepholzer Moor (1936)
- Entwicklung und Aufbau des Lengener Moores (1938)
- Über einige Moore aus der jüngsten Hebungsstufe in der Umgebung von Wilhelmshaven (1941)
- Die geologische Lagerung und pollenanalytische Altersbestimmung der Moorleiche von Bockhornerfeld (1942)
- Zur Alluvialgeologie des Steinhuder Meeres und seiner Umgebung (vorläufiger Bericht 1943)
- Getreide- und Samenfunde aus der Kulturschicht des Steinzeitdorfes am Dümmer (Sonderdruck 1947)
- Das Wurzacher Ried (1954)
- Neue urgeschichtliche Funde aus dem Altkreis Sulingen (1955)
- Geologische und botanische Untersuchungen an der Moorleiche aus dem Lengener Moor (1958)
- Der Dümmer und seine älteste Besiedlung (1963)
- Mitverfasser: Zur jüngsten geologischen Entwicklung der Jade-Bucht (Walter Häntzschel 1941)
- Mitverfasser: Das Dümmerbecken – Beiträge zur Geologie und Botanik (Wilhelm Dienemann 1964)

## Ehrungen
- 1943: Ernst-Rudorff-Ehrenplakette für Verdienste um die niedersächsische Landschaft und Heimatkultur
- 1947: Ehrenmitglied der Naturhistorischen Gesellschaft zu Hannover
- 1950: Hermann-Guthe-Medaille der Geographische Gesellschaft zu Hannover
- 1958: Bundesverdienstkreuz 1. Klasse
- 1960: Gauß-Weber-Medaille der Mathematisch-Naturwissenschaftlichen Fakultät der Universität Göttingen
- 1964: Niedersächsisches Verdienstkreuz 1. Klasse
- 1981: Stadt Sulingen benennt eine Straße nach ihm
- 2019: Unter dem Titel Der Heimatforscher Kurt Pfaffenberg aus Sulingen wird vom 3. März bis 22. April 2019 im Kreismuseum Syke eine Ausstellung über den Botaniker, Archäologen, Heimatforscher und Volkskundler Kurt Pfaffenberg gezeigt.[1]